# Невеста реаниматора
«Невеста реаниматора» — фильм ужасов режиссёра Брайана Юзна, выпущенный в 1990 году. Является продолжением кинокартины «Реаниматор». В титрах фильма упоминается имя Говарда Филипса Лавкрафта, тем не менее, это не экранизация какого-либо произведения писателя, а работа, в которой использованы лишь образы писателя. Фильм использует мотивы классического фильма ужасов Невеста Франкенштейна. Премьера фильма состоялась 8 июля 1990 года.

### Слоганы
- «Date. Mate. Re-animate.» («Влюбился. Женился. Реанимировал.»)[источник не указан 2488 дней]
- «Till Death Do Us Part.» («Пока смерть не разлучит нас…»)[источник не указан 2488 дней]
- «The creator of the original cult injects new life into body parts other films cannot reach… it’s a SCREAM!» («Автор первой картины вводит новую порцию жизни в жанр… Вы будете кричать!»)[источник не указан 2488 дней]

## Сюжет
Сотрудники клиники Мискатоникского университета доктор Герберт Уэст и его коллега Дэн Кейн продолжают свои эксперименты по оживлению человеческих останков. Для этого Уэст снимает дом рядом с кладбищем (бывший морг), в подвале которого проводит свои опыты, в том числе и по составлению «существ» подобно «рука-нога» или вообще принадлежащих различным видам. Тем временем на след Уэста выходит лейтенант Лесли Чепмен. Тело его жены было оживлено учёными 8 месяцев назад и ныне влачит существование, которое нельзя назвать ни жизнью, ни смертью (помимо неё в клинике содержатся ещё два тела в аналогичном состоянии). Полицейский также выясняет, что из крематория последнее время исчезают части человеческих тел.
Патологоанатом доктор Грейвс оживляет голову доктора Хилла, который жаждет отомстить Уэсту. Сам исследователь крадёт из клиники очередной труп, а Кейн неожиданно встречает симпатичную журналистку Франческу, которую приглашает к себе на ужин. Девушка приходит в дом на кладбище, но, когда они с Дэном предаются любовным утехам, туда же заявляется Лесли Чепмен, которому удаётся проникнуть в лабораторию. Взбешённый увиденным, полицейский пытается убить Уэста, но тот усыпляет его. Сердце Чепмена не выдерживает, и он умирает. Для сокрытия улик Уэст находит оригинальный способ — оживляет бывшего полицейского, но тот нападает на учёных. Защищаясь, Уэст при помощи мачете отрубает ему руку по локоть, после чего оживлённый Чепмен спасается бегством.
Уэст и Кейн проводят завершающий эксперимент по оживлению тела, составленного из частей тел различных женщин, причём в качестве сердца использован орган бывшей возлюбленной Дэна. Тем временем Чепмен приходит в университетскую клинику, где находит голову Хилла и заставляет Грейвса прикрепить к ней крылья летучей мыши. После этого доктор Хилл со всеми оживлёнными телами отправляется в дом на кладбище. Туда же спешит и Франческа, обеспокоенная судьбой Дэна. Уэсту удаётся оживить тело, однако после оживления женщина обретает любовь к Кейну, чему яростно противится Франческа. Между женщинами возникает драка. Хилл, Чепмен и прочие создания Уэста пытаются поквитаться с учёным. Герберт пытается бежать из здания через пролом в подвале, выходящий в склеп, но там его встречают жуткие монстры — остальные результаты его оживлений. Однако вскоре свод старого склепа рушится. Дэну и Франческе удаётся выбраться из рушащегося склепа, Герберт Уэст же вместе со всеми оживлёнными мертвецами остаётся погребённым под его руинами…

## Актёры
- Джеффри Комбс — доктор Герберт Уэст
- Брюс Эббот — Доктор Дэн Кейн
- Клод Эрл Джонс — лейтенант Лесли Чепмен
- Уденио, Фабиана — Франческа Данелли
- Дэвид Гейл — доктор Карл Хилл
- Кэтлин Кинмонт — Глория
- Мэл Стюарт — Доктор Грейвс
- Ирен Форрест — дедсестра Шелли
- Майкл Страссер — Эрнест
- Мэри Шелдон — Меган Хелси
- Мардж Тёрнер — Элизабет Чепмен

## Награды
- 1991 год — Премия Сатурн
  - номинация — лучший фильм ужасов
  - номинация — лучший актёр второго плана (Джеффри Комбс)